# Generation Wild
Albums de Crashdïet
The Unattractive Revolution
(2007)
Generation Wild est le troisième album studio du groupe de glam metal suédois Crashdïet, sorti le 14 avril 2010. C'est le premier album avec Simon Cruz comme chanteur, après le départ de H. Olliver Twisted, viré pour son manque d'implication dans le groupe. Il contient 11 titres, pour une durée de 40 minutes.

## Liste des titres
1. 442 (Intro) - 00:54
2. Armageddon - 04:06
3. So Alive - 04:13
4. Generation Wild - 03:56
5. Rebel - 03:23
6. Save Her - 03:26
7. Down With the Dust - 02:47
8. Native Nature - 04:29
9. Chemical - 04:17
10. Bound to Fall - 04:16
11. Beautiful Pain - 04:42

## Composition du disque
- Simon Cruz - chant
- Martin Sweet - guitare
- Peter London - basse
- Eric Young - batterie